# Mathilde d'Écosse
Mathilde d'Écosse (baptisée Édith) (1080 – 1er mai 1118) fut reine d'Henri Ier d'Angleterre.

## Biographie

### Enfance
Elle est une fille cadette du roi Malcolm III d'Écosse († 1093) et de Marguerite d'Écosse († 1093), descendante des rois anglo-saxons. Elle naît probablement à la fin de l'été 1080. Elle est baptisée Édith, et son parrain est Robert Courteheuse, le fils aîné de Guillaume le Conquérant. Elle est éduquée par sa tante Christine au couvent de Romsey, puis à celui de Wilton, où cette dernière est nonne. Les supérieures du couvent lui ordonnent de revêtir le voile, sans toutefois prononcer de vœux, ce qui fait croire aux visiteurs qu'elle est nonne.
Guillaume le Roux, soupçonné d'être homosexuel, lui rend visite à l'abbaye de Wilton mais lui aussi croit qu'elle a pris le voile, et il abandonne son projet. 
À l'été 1093, son père semble avoir prévu de la donner en mariage à Alain le Roux, lord de Richmond. Toutefois, ce n'est pas certain. Alors qu'il lui rend visite avec Alain le Roux, le roi d'Écosse se rend compte que sa fille porte le voile. Il le lui arrache et déclare qu'il préférerait la voir mariée avec le lord que nonne. Cette remarque peut sembler sarcastique, mais peut aussi être le reflet d'une véritable intention. Il la ramène alors en Écosse, mais il meurt ainsi que sa femme avant la fin de l'année. 
Donald III d'Écosse, le successeur de Malcolm III, la renvoie en Angleterre. L'archevêque Anselme de Cantorbéry ordonne, dans une lettre à l'évêque de Salisbury, de la faire retourner dans son couvent. Pour lui, elle est définitivement nonne. Ce qu'elle fait entre 1093 et 1100 n'est pas certain. Toutefois, il est connu que dans cet intervalle, elle est convoitée par Guillaume II de Warenne, le 2e comte de Surrey.

### Reine d'Angleterre
Henri Ier d'Angleterre qui vient tout juste de s'emparer du trône d'Angleterre lui propose le mariage. Mais elle doit avant cela convaincre l'Archevêque de Cantorbéry qu'elle n'est pas une nonne en fuite. Elle lui explique de vive voix que bien qu'elle ait porté le voile, elle n'a jamais prononcé de vœux. Une assemblée de barons et de membres du clergé se réunit et la déclare libre de se marier. Elle épouse le roi anglais le 11 novembre 1100, et est couronnée par Anselme de Cantorbéry à l'abbaye de Westminster. Le mariage est bien reçu par les sujets anglo-saxons, notamment à Londres, probablement parce qu'elle est une descendante de rois anglo-saxons.
Elle s'investit complètement dans son rôle de reine, assistant à de nombreux conseils de son mari. Il arrive même qu'en son absence, elle les dirige. Elle agit aussi sur le plan politique : avant 1103, elle convainc son beau-frère de renoncer à la pension qui lui a été accordé par le traité d'Alton (1101). 
Elle a aussi des relations privilégiées avec le clergé, et correspond notamment avec diverses figures telles qu'Anselme de Cantorbéry, le pape Pascal II, et les évêques Yves de Chartres, Marbode de Rennes et Hildebert de Lavardin (du Mans). Elle assiste à divers événements ecclésiastiques telles des consécrations et des translations.
Elle est très religieuse, comme l'était sa mère, et pratique notamment les mortifications corporelles à Pâques. Elle patronne l'un des premiers prieurés augustins, la Sainte-Trinité d'Aldgate à Londres. Elle est aussi l'une des patronnes du prieuré de Merton (Surrey). Elle s'intéresse aussi beaucoup aux lépreux. Elle fait construire un hôpital spécialisé pour eux à l'extérieur de Londres et patronne divers établissements qui leur dispensent des soins.
En 1118, elle commande une biographie de sa mère aux moines de Malmesbury, ainsi qu'une généalogie de la Maison de Wessex. Il est aussi possible qu'elle soit l'inspiratrice de l'œuvre de Guillaume de Malmesbury la plus célèbre, la Gesta Regum Anglorum (Les actions des rois d'Angleterre), qu'elle soutient peut-être financièrement.
Elle meurt le 1er mai 1118 à l'abbaye de Westminster. Elle est inhumée dans l'abbaye près de la tombe d'Édouard le Confesseur. Après que plusieurs miracles se sont produits sur sa tombe, sa sainteté est envisagée, mais son culte tombe rapidement en désuétude.

## Mariage et descendance
Elle épouse Henri Ier d'Angleterre († 1135) à l'abbaye de Westminster, le 11 novembre 1100. Ils eurent pour enfants :
- Mathilde (1102-1167), dont le trône fut usurpé par Étienne de Blois. Mère d'Henri II ;
- Guillaume Adelin (1103-1120), qui mourut dans le naufrage de la Blanche-Nef.

Il existe aussi des mentions peu fiables de naissances et de morts prématurées d'autres enfants, mais cela est assez probablement faux.